# トレイン・サーフィン

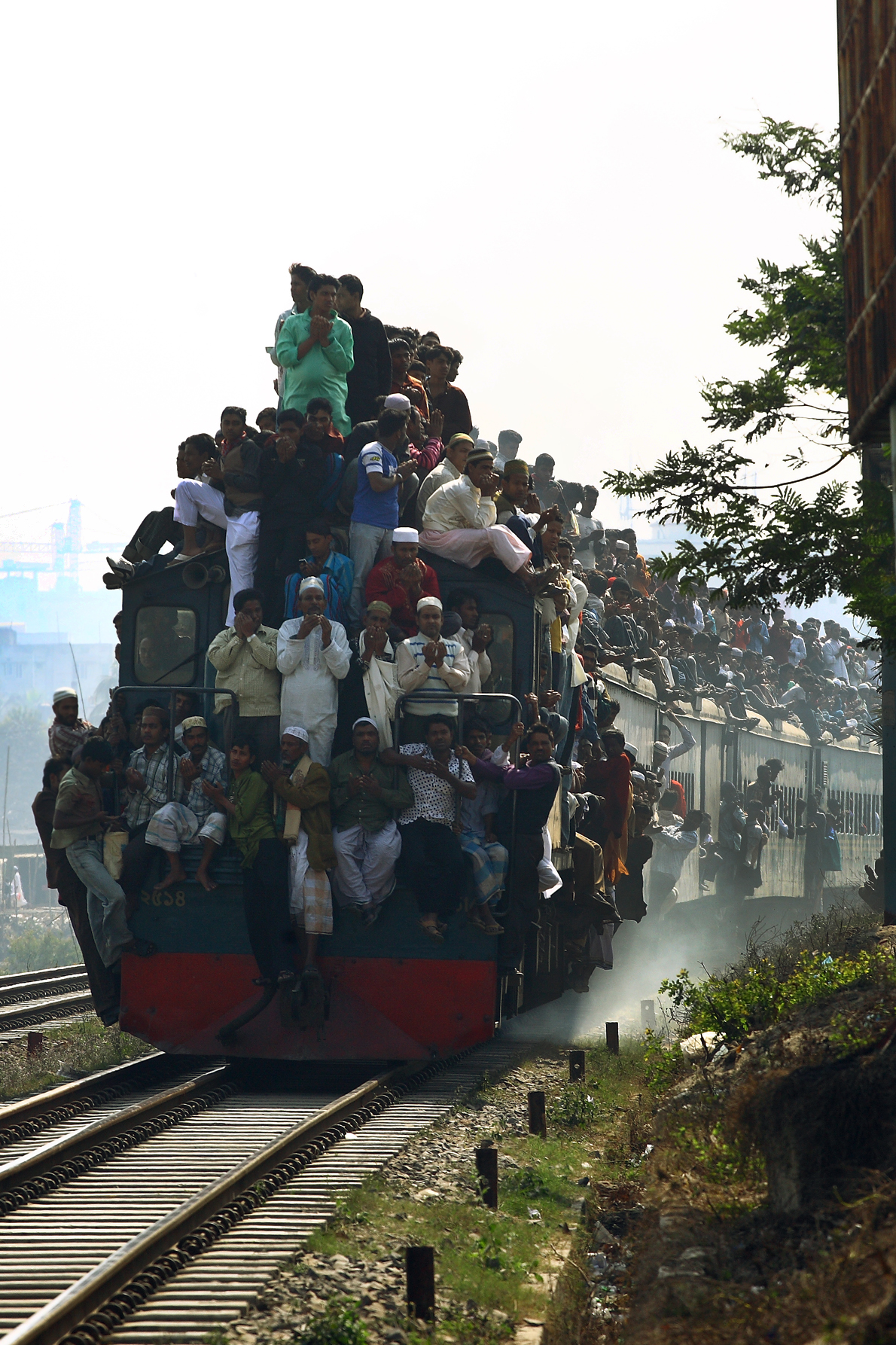
混雑のため、乗客が車両の外側に乗っているバングラデシュの列車

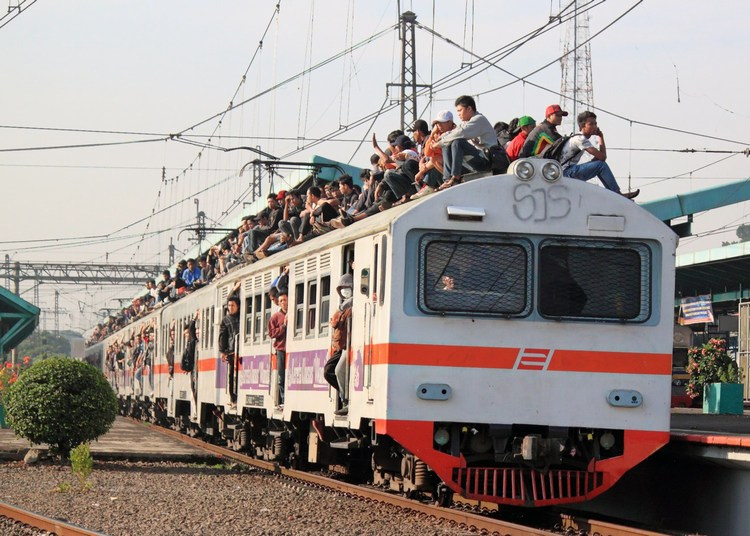
インドネシア・ジャカルタで混雑のため車体の外側に乗客を乗せるKRLジャボタベックの電車

トレイン・サーフィン（train surfing、「トレイン・ホッピング（train hopping）」または「トレイン・ヒッチング（train hitching）」としても知られる）は、運行中の列車、路面電車あるいは他の鉄道型輸送機関の車外など、客室以外の場所に乗って移動することである。
「トレイン・ホッピング」が「フレート・ホッピング」（貨物列車の外側に旅客が乗って移動すること）としばしば混同される場合もある。
フレート・ホッピングがもっぱら貨物列車が対象であるのに対し、トレイン・サーフィンは列車の種類を問わずに可能とされる。この種の旅行は、動いている列車からの転落、電力供給部（架線・集電装置・抵抗器他）での感電、建築限界の外側にあたる車両の側面や屋根に乗ることで起きる鉄道構造物（鉄橋・トンネル・プラットホーム・信号機や他の列車）との衝突、下車のための飛び降りの失敗といった死亡や重傷のリスクを負うため、生命を危険にさらす危険なものともなりうる。乗務員室に忍び込み、運転台や車掌スイッチ、車掌弁などの機器に手を触れた場合は、多くの死傷者が発生する大規模な事故の原因ともなり得る。今日、こうした行動は世界の多くの鉄道で禁じられているが、過剰に混雑する列車においてこうした行動が起きている。

## 歴史

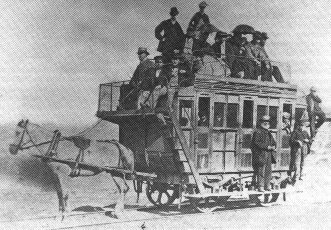
屋上や踏み板に乗客が乗る初期の鉄道馬車

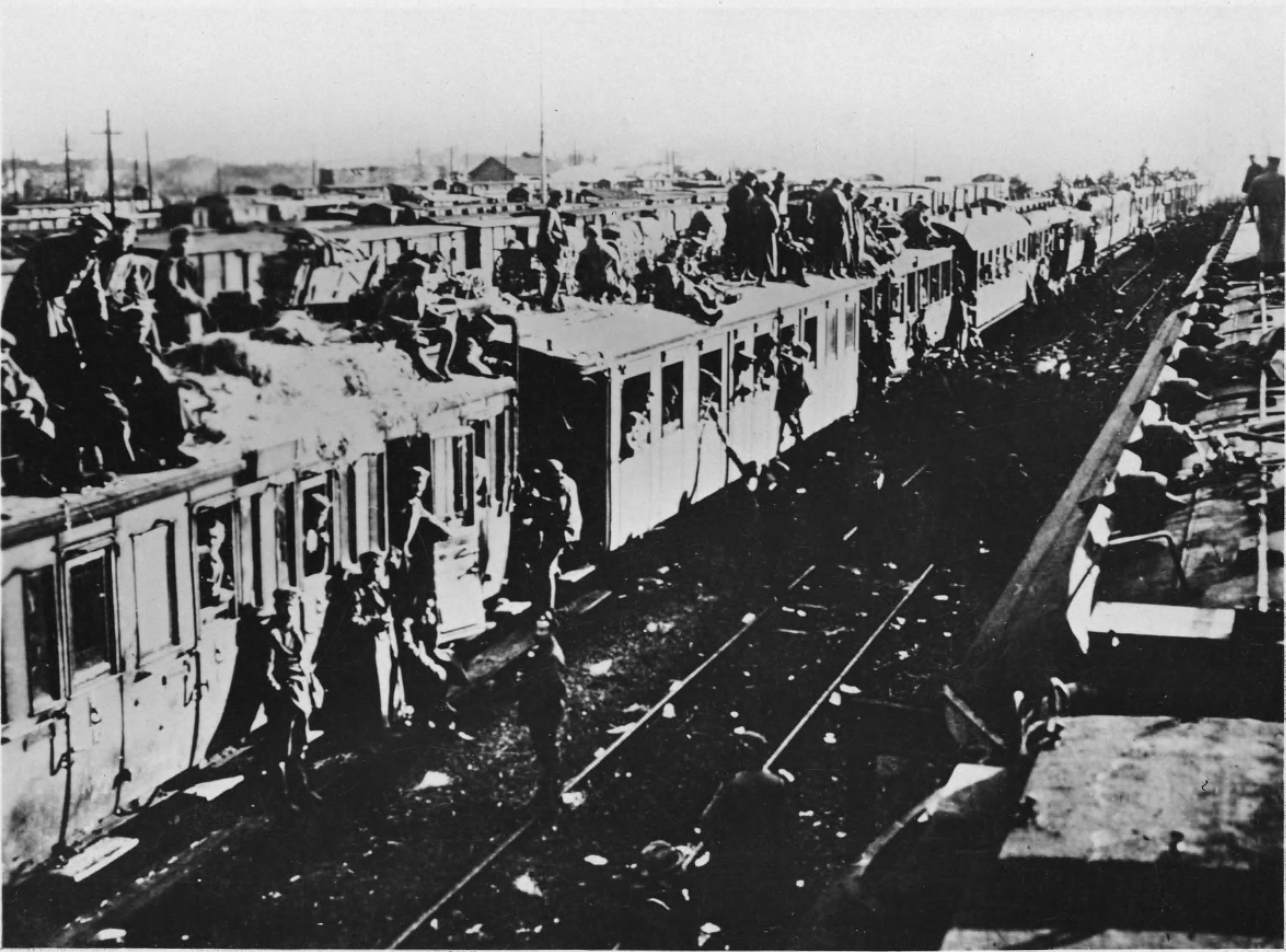
西部戦線におけるドイツ軍の復員列車（1918年）。すでに車内が満員のため、兵士たちは列車の屋根や扉につかまっている。

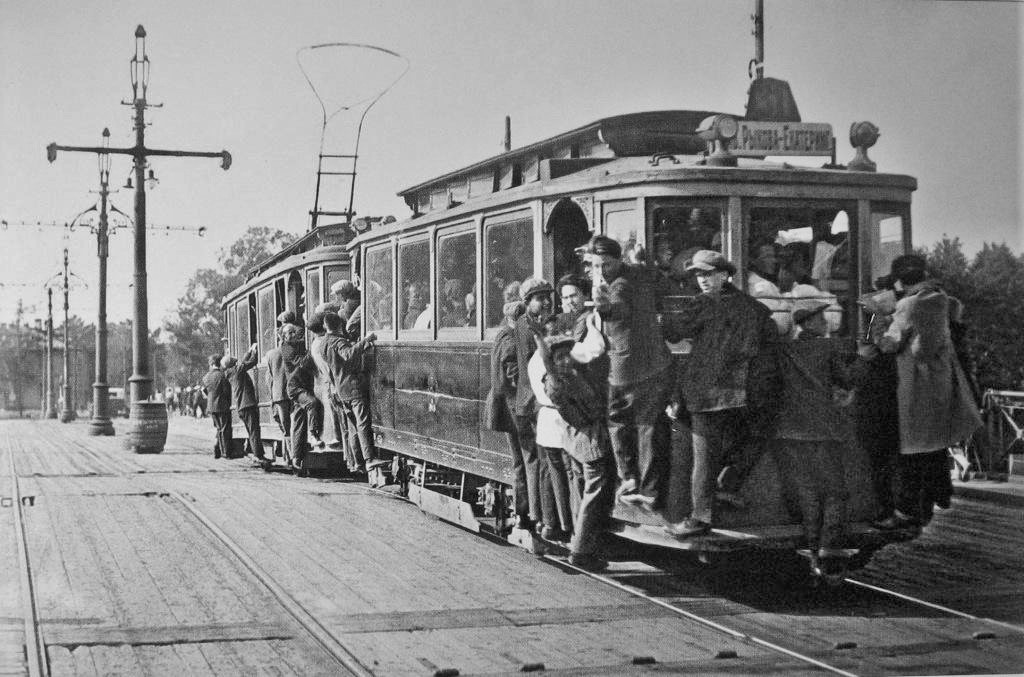
混雑するレニングラード市電（1933年）

列車の車体の外側に乗るという現象は、最初の鉄道においてすでに現れている。初期の鉄道では列車の屋根や踏み板に乗ることは普通に見られたが、年代が経過した19世紀後半になり列車の大きさやスピードが増えると、走行中の列車からの転落を防ぎ安全性を向上させるため、客車には線路から完全に遮断された座席が全ての乗客に対して配置されるようになった。しかし、乗車券を持たないために車両の外側に乗る人物は存在した。
アメリカ合衆国では南北戦争後に鉄道が西部に路線を延ばすに従い、こうした行動が一般化し、とりわけ「ホーボー」と呼ばれた移動労働者の間ではごく普通になった。世界恐慌のような広範囲の経済的混乱の時期には、他の交通機関を使えなくなった人々に広く使われ続けた。
20世紀前半に欧米で路面電車が発達すると、過剰な混雑のため、車両の踏み板や扉や連結器、ときには屋根にも乗る乗客が現れる都市も見られた。また、第一次世界大戦やロシア内戦、第二次世界大戦といった戦争の時期にヨーロッパでトレイン・サーフィンは頻繁に発生した。兵士や難民は、座席不足のため、しばしば客車の屋根に乗って移動した。
20世紀中盤になると、鉄道事業者が列車の混雑を軽減して車両の外側に乗るのを防ぐ措置を講じた欧米の多くの国では、トレイン・サーフィンは減少した。しかし、東南アジアやアフリカの人口密度の高い国では、鉄道を含む複数の輸送機関で過剰な混雑の問題が急速に深刻化し、トレイン・サーフィン現象が拡大した。
極限の趣味（extreme hobby, エクストリームスポーツ）としてのトレイン・サーフィンは、1980年代に南アフリカの低所得家庭のティーンエイジャーに最初に現れ、やがて世界の他の国々でも見られるようになった。1988年6月17日のAP通信のリオデジャネイロからの報道では、ブラジルの13歳のティーンエイジャーがどのようにして列車の屋根でトレイン・サーフィンするようになったかが記されている。ジョージ・メデロス記者はブラジルで1987年には約150人、1988年の第一四半期だけで少なくとも40人のトレイン・サーファーが死亡したと述べている。記事によると、数百人以上が負傷し、中には麻痺が残る者もいた。記事ではまた、通勤路線を運営する政府の事業者は、死亡や負傷の補償として70万ドル相当を支払ったと記している。1990年代を通じて、通勤電車でのトレイン・サーフィンがヨーロッパの鉄道近辺に住んでいる若い人々の間に見られるようになった。

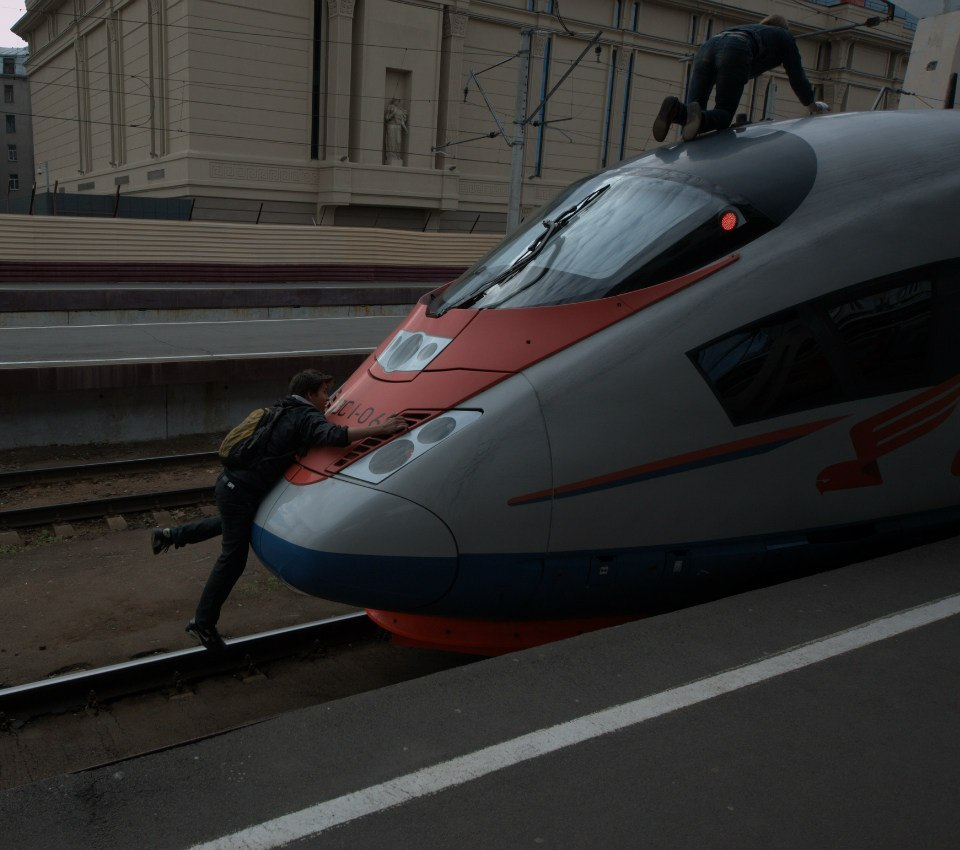
ロシアの高速列車サプサンによじ登るトレイン・サーファー

ドイツでは、「Sバーン・サーフィン」が1990年代に流行した。この現象は2000年までには忘れ去られたが、2005年にフランクフルトのトレイン・サーファーのグループが再発見された。このグループのリーダーは「トレインライダー」と自称し、ドイツ最速の列車であるICEに乗ったことで有名である。インターネットの動画では数年後に彼が不治の白血病のために死亡したと報じられたが、のちに「トレインライダー」はインタビューでこの動画はファンがつくったもので内容が虚偽であると明らかにした。2008年には40人のティーンエイジャーがトレイン・サーフィンによって死亡した。
ソビエト連邦では1980年代に、ティーンエイジャーや青年による路面電車でのトレイン・サーフィンが時折見られた。ソビエト連邦の崩壊後の1990年代には、ロシアや他の旧ソ連の国々で、線路近くに住むティーンエイジャーや青年が、エクストリームスポーツとしての興味や経済的な危機から、通勤電車でトレイン・サーフィンをするようになった。21世紀に入ると、モスクワ地下鉄でもトレイン・サーフィンが見られるようになり、グループやインターネットのコミュニティーも作られた 。
2000年代中盤には、モスクワ地区で近郊列車の頻繁な運休や列車の混雑が見られるようになった。2010年夏、モスクワの近郊列車が10本も線路補修のために運休し、列車の混雑とトレイン・サーファーが激増した。トレイン・サーファーはインターネットを通じて組織化し、近郊列車、地下鉄、ローカル列車で外側に乗る大規模なトレイン・サーフィンイベントについて話し合い始めた 。2011年の初頭から、ロシアのトレイン・サーファーはロシア最速の高速列車「サプサン」へのトレイン・サーフィンを始めた 。2013年12月に2人の青年が「サプサン」でモスクワからサンクトペテルブルクまでトレイン・サーフィンして検挙された事例は海外にも報道された。2011年にはロシアで100人以上の人々が、止まっている列車の屋根に乗った際に架線に近づきすぎて死亡もしくは重傷を負い、数十人の子どものトレイン・サーファーが死亡している。

### 日本の状況

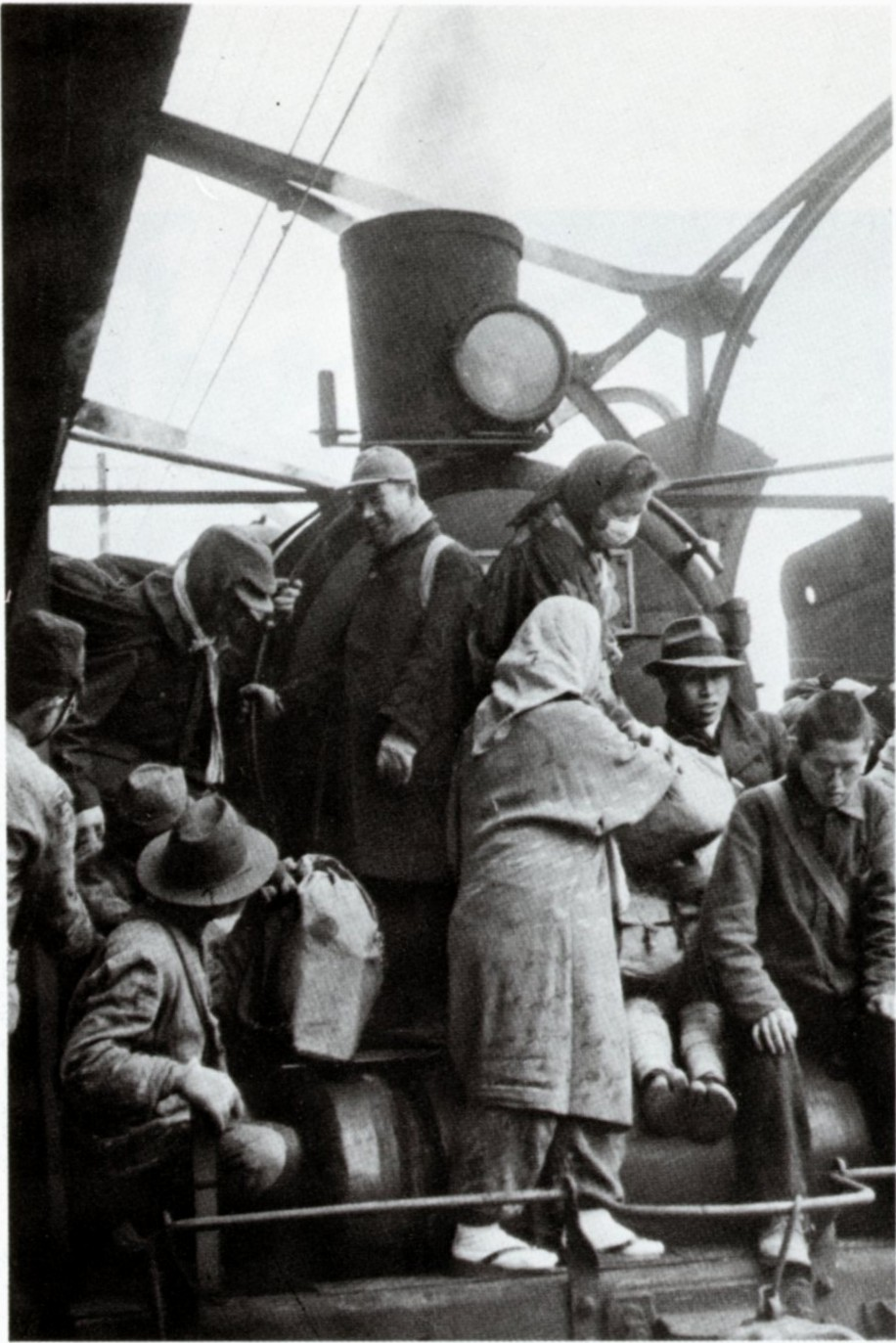
日暮里駅に停車中の買い出し列車（1946年）

19世紀後半に鉄道が敷設された日本の場合は、当初から乗客は客室に乗るという前提で運営されていた。1900年に制定された鉄道営業法では、第15条において「乗車券ヲ有スル者ハ列車中座席ノ存在スル場合ニ限リ乗車スルコトヲ得」、第33条では罰金を科す対象として「列車中旅客乗用ニ供セザル箇所ニ乗リタルトキ」と定めており、車体の外に乗客を乗せることは想定されておらず、実行者は処罰の対象となる。ただし、車両が小さく速度も遅い軽便鉄道では、一時的な混雑の対処として車外への乗車を容認した例も戦前には存在した。
戦後には復員兵や買い出しの輸送需要が激増する一方、戦災による車両不足や石炭不足などの原因で輸送力が極端に低下したため、車体の外に乗車する状況が全国的に頻出した。これらは経済の安定や車両の補充などの策が講じられることによって沈静化し、1950年代にはほぼ見られなくなったが、その後の高度経済成長による通勤客の急増に対応できない線区では、機関車のデッキや客車の出入台の外にまで乗車せざるを得ない例もあった。
日本では、欧米のような「趣味を目的としたトレイン・サーフィン」は目立つ形では見られないが、21世紀においては貨物列車や車体の外部に不正に乗車した事例が散見される。詳細は不正乗車#車外での不正乗車を参照。

## 現状
トレイン・サーフィンはインド、バングラデシュ、南アフリカといった国々ではごく普通かつ日常的な乗車方法である。これらの国々は人口密度が高く、列車の本数が需要に応えきれないために、そうした乗り方を余儀なくされている。
インターネットの発達とともに、トレイン・サーフィンを動画に撮影してネット動画サイトに投稿することが世界的に増加している。トレイン・サーファーたちはソーシャル・ネットワーキング・サービスを使ってお互いを見つけ合い、小さなグループを作って（トレイン・サーフィンの）旅行をすることも可能である。トレイン・サーファーの大きなコミュニティーが存在する国では、ローカル列車の外側に乗る大きなイベントを組織し、参加者の数は数十人に達することもある。
インドネシア語ではトレイン・サーファーのことを「ルーフライダー」と呼ぶ。

## 動機
トレイン・サーフィンをおこなう乗客は、それをエクストリームスポーツとみなしたり、無賃乗車の方法とみなしたりするが、車内に乗るよりも多くの利点があると考えている。
- 乗ってスピードを体感する楽しさ
- 車窓を通して見るよりも広い眺望
- 乗車券を買わないことによるコストの免除
- 極端な混雑時の快適な乗車
- 通勤に際して、乗る余地のない列車への乗車
- 車内が暑すぎるときの快適な乗車
- 停車する前の低速時の飛び降りや発車する列車への乗り換え
- 旅客輸送に供されていない列車（貨物列車や、機関車の単行運転など）への乗車

## リスク

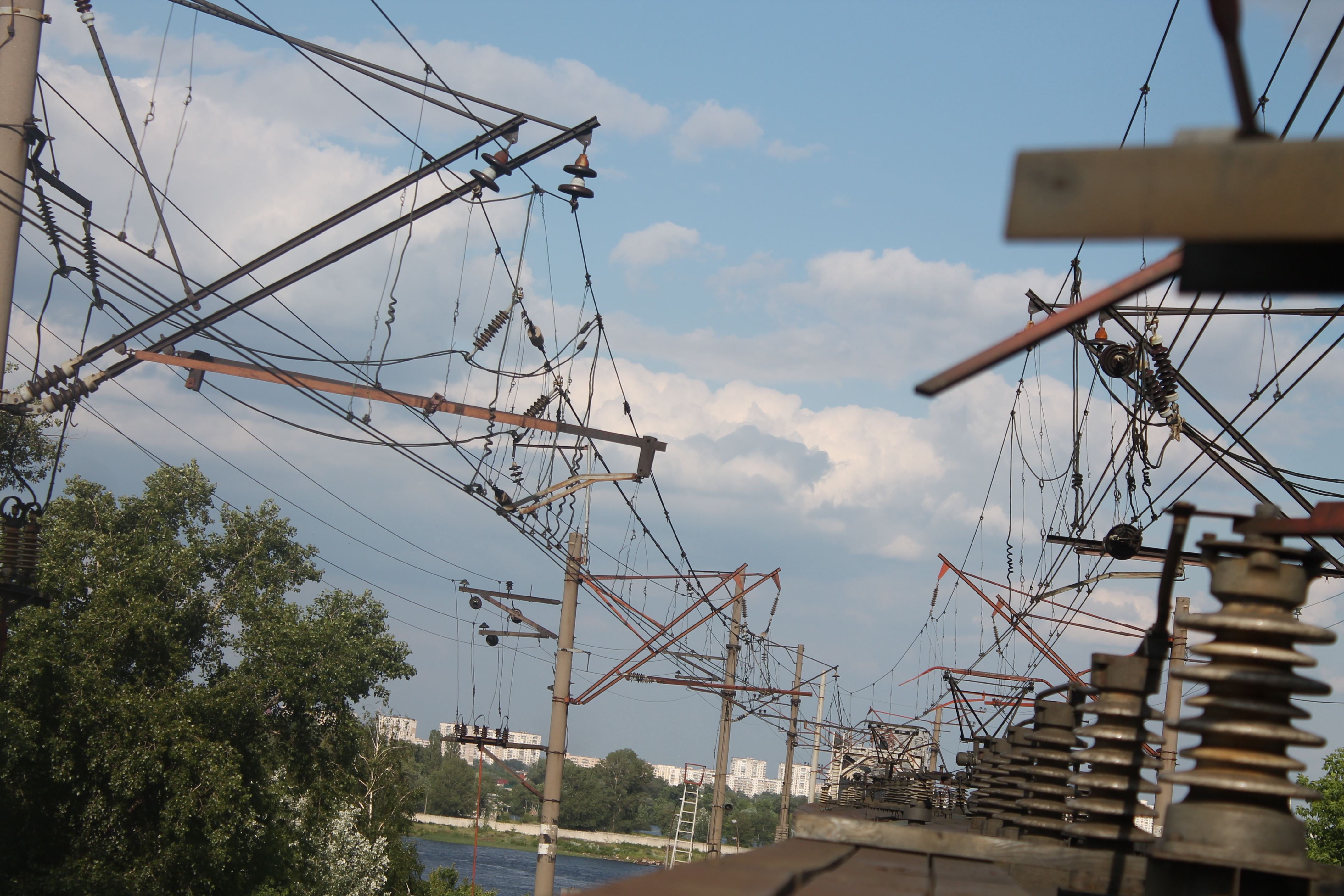
屋上の乗客への障害物 - 頭上の交流25,000ボルトの架線、集電装置その他の電車の設備

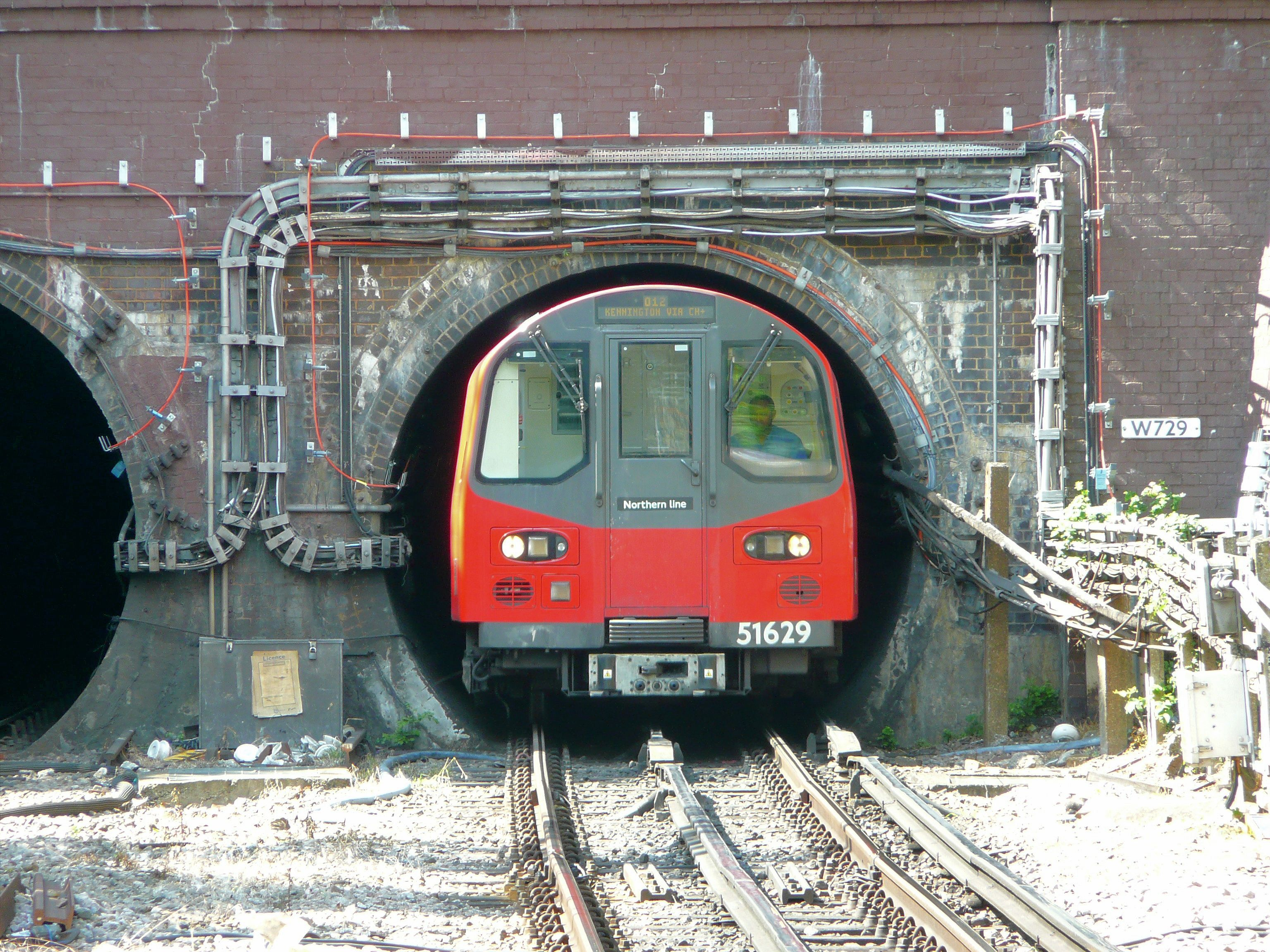
多くの地下鉄では車体の上と側面の隙間が非常に狭いため、地下鉄の屋根に乗る試みはしばしば致命的で非常に危険である。

トレイン・サーファーには死亡や重傷のリスクがある。生命のリスクとともに、トレイン・サーファーは鉄道警察や警備員による逮捕・起訴のリスクにもさらされる。

## 防止と罰則

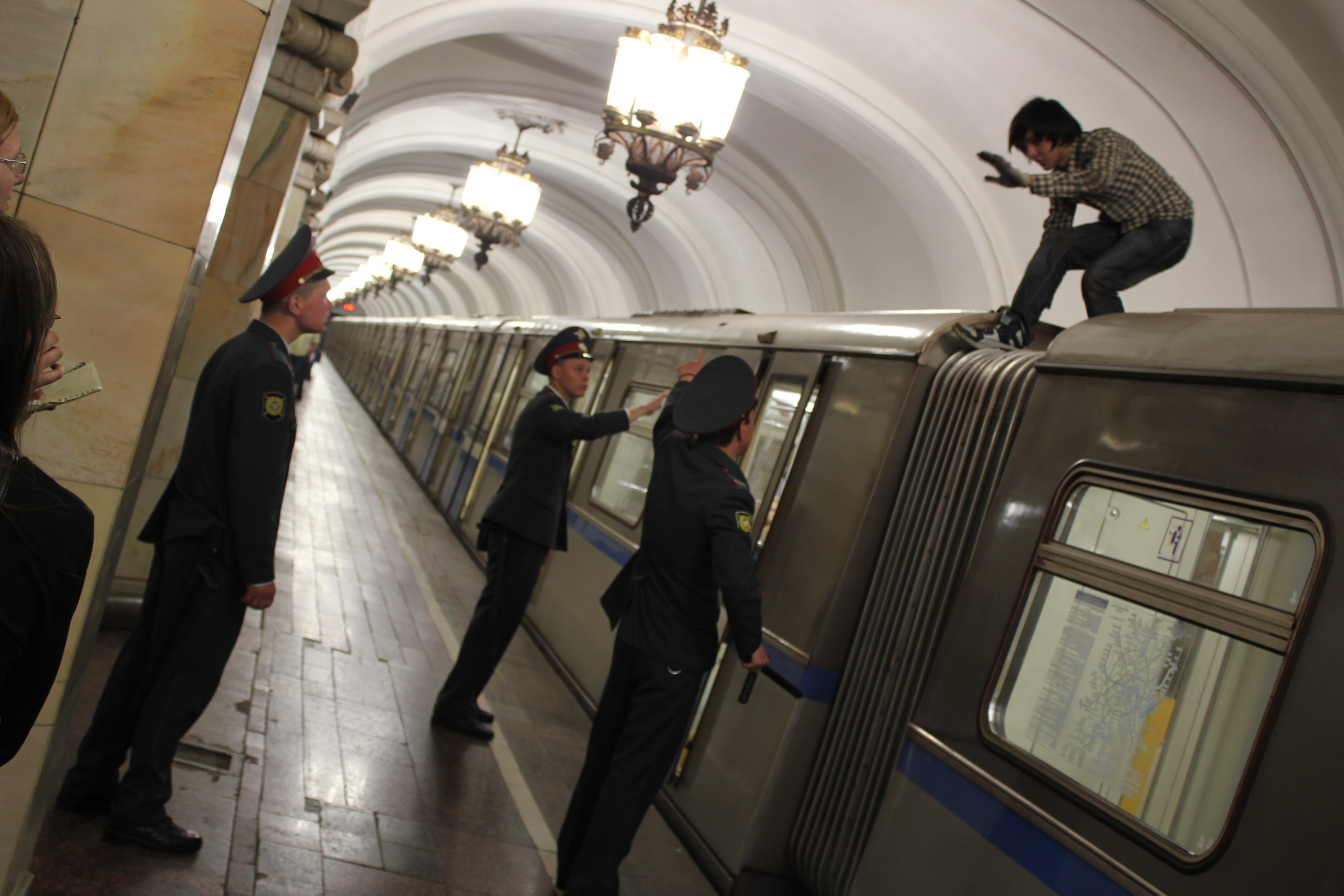
警察に逮捕されるモスクワ地下鉄のトレイン・サーファー

トレイン・サーフィンは、日本・オーストラリア・インド・インドネシア・ロシア・アメリカ合衆国を含む多くの国で違法行為である。多くの鉄道では車体の外側に乗る乗客を厳しく見張り、鉄道警察や警備員を雇って事件を防いでいる。警察官や警備員は常に乗客の多い駅や貨物ヤードのある地域で見回りをおこない、トレイン・サーファーが現れれば逮捕できるように備えている。鉄道警察が、多機能車両やSUVやパトロールカーで鉄道施設を巡回する国もある。新幹線などの高速鉄道の駅や車両基地は特に重点的な監視対象である。警察がトレイン・サーファーを列車から排除して逮捕するため、組織的に襲いかかることもある。国によっては法律でトレイン・サーファーに対して多額の罰金や短期間の入獄を課している例もある。日本でも新幹線特例法などに基づき、厳しい罰則が適用される場合がある。
メルボルンでは、2010年の最後の4ヶ月間に少なくとも87人がトレイン・サーフィンに関連する容疑で逮捕された 。
ロシアでは2011年の10ヶ月間に、1000人以上のトレイン・サーファーがモスクワで逮捕されている。
インドでは、インド鉄道の中部鉄道(Central Railway)で1日に153人がトレイン・サーフィンのために起訴されたことがある
。

### 防止策
列車の外側への乗車を防ぐため、鉄道事業者は繰り返しトレイン・サーフィンの危険を警告する掲示を行っている。公式な数字はないが、ロンドン地下鉄は「チューブ・サーフィン」に対する啓発キャンペーンを実施した。
インドネシア鉄道会社は、トレイン・サーファーを阻止するための対策に取り組んでいる。電車の屋根に有刺鉄線を張る、トレイン・サーファーに赤いペンキをかける、テレビCMで注意喚起を行うなどの手段を取ったが、いずれも効果的ではなかった。2012年、線路の上方に複数のコンクリート球をぶら下げることで設置区間においてトレイン・サーファーを一掃した。しかし、この方法は死に至らせる可能性があり過剰であるとの批判もされた。
東武鉄道やJR各社などでは、乗務員室や車外など、客室以外の場所への乗車は犯罪にあたる行為であることを車内外の掲示物により周知徹底しており、特に厳しい措置を取っている。